# Mnet (TV-kanal)
Mnet, förkortning av Music Network, är en sydkoreansk TV-kanal för musik. Kanalen håller årligen i Mnet Asian Music Awards.

## TV-program i urval
- M! Countdown
- Mnet Asian Music Awards